# Emicrania cronica parossistica
Per emicrania cronica parossistica  in campo medico, si intende una rara sindrome con caratteristica emicrania, fa parte dello stesso gruppo della cefalea a grappolo, tutte con il caratteristico dolore in forma unilaterale.

## Storia
ll primo caso mai documentato di emicrania cronica parossistica venne descritto da Johann Oppermann nel 1747. Si trattava di una donna di 35 anni che soffriva di episodi ricorrenti di dolore emicranico che la affliggevano per circa 15 minuti ogni ora. Il primo caso riscontrato però ufficialmente in letteratura è del 1961 da Sjaastad, ed è per questo che la patologià è chiamata anche sindrome di Sjaastad.

## Epidemiologia
Si mostra principalmente in età media dai 20 ai 40 anni. Non vi sono dati sulla prevalenza nella popolazione generale e si stima che colpisca l'1-2% dei soggetti con cefalea a grappolo. Il rapporto tra femmine e maschi è di circa 3:1.

## Sintomatologia
Fra i sintomi e i segni clinici ritroviamo dolore variamente localizzato (oculare e frontale le zone più diffuse mentre raramente si osserva intorno alla nuca o nel retro-orbitale), lacrimazione, rinorrea. A volte si osserva la sindrome di Horner. Gli attacchi si manifestano frequentemente durante il giorno, da un minimo di 5 fino ad un massimo di 40, concentrati in periodi che vanno da 7 giorni fino ad un anno, seguiti da remissione. Nei pazienti cronici, il periodo di remissione è inferiore a 3 mesi. La patologia si manifesta da adulti, e può perdurare per un periodo indefinito o andare spontaneamente in remissione. È probabile il coinvolgimento dei ritmi circadiani data la natura estremamente ciclica di questa patologia e la preponderanza stagionale presente in alcuni pazienti.

## Terapia
Il trattamento consiste nella somministrazione di indometacina Una delle caratteristiche dell'emicrania cronica parossistica è proprio la risposta completa a questo antinfiammatorio somministrato ad una dose di 25–150 milligrammi giornalieri. Il cosiddetto "indotest" è infatti utilizzato per costruire una diagnosi differenziale somministrando 50–100 milligrammi di indometacina per via intramuscolare. Se il paziente ha una remissione evidente dei sintomi, il farmaco verrà quindi somministrato in più dosi giornaliere per via della sua breve emivita.